# Eupithecia chimera
Eupithecia chimera là một loài bướm đêm trong họ Geometridae.